# Bebelis parva
Bebelis parva är en skalbaggsart som först beskrevs av Fisher 1938.  Bebelis parva ingår i släktet Bebelis och familjen långhorningar. Inga underarter finns listade.